# Anas (gênero)

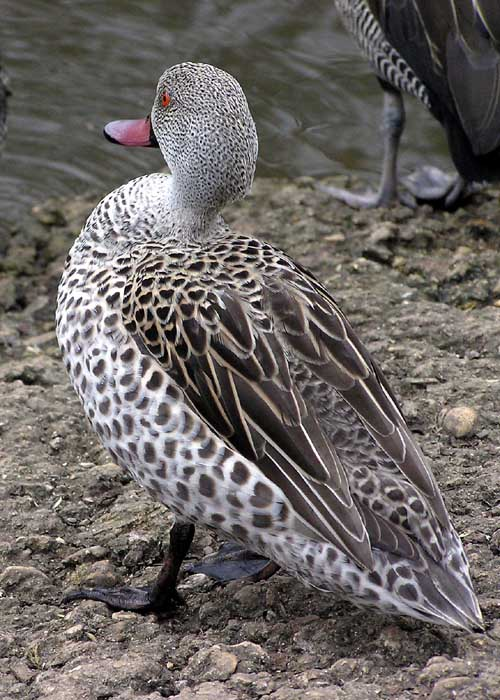
Anas capensis (marrequinha-de-bico-vermelho)

Anas é um género de aves anseriformes que inclui cerca de 31 espécies vivas de patos. O grupo tem distribuição mundial.

## Etimologia
O nome genérico Anas provém do latim clássico ănăs, que significa «pato» 

## História taxonómica
Durante décadas entendeu-se que o género Anas  era monofilético, pelo que se subsumiram nele várias espécies que mais tarde se veio a descobrir pertencerem a outros géneros.
Por virtude das recomendações emitidas pelo IOC, que determinou, com base em estudos publicados em 2009 que o género Anas não era monofilético, o mesmo foi dividido em 4 géneros monofiléticos: Mareca, Spatula, Anas e Sibirionetta.

## Espécies
- Anas capensis - marrequinha-de-bico-vermelho
- Anas bahamensis - marreca-toicinho
- Anas erythrorhyncha -arrábio-de-bico-vermelho
- Anas undulata- pato-de-bico-amarelo [5]
- Anas melleri -pato-de-madagáscar [5]
- Anas sparsa - pato-preto-africano[5]
- Anas rubripes - pato-escuro-americano[6]
- Anas superciliosa - pato-preto-australiano[6]
- Anas laysanensis - pato-de-laysan[6]
- Anas wyvilliana - pato-havaiano[6]
- Anas luzonica - pato-filipino[6]
- Anas poecilorhyncha - pato-de-bico-pintado-indiano[6]
- Anas zonorhyncha - pato-de-bico-pintado-oriental[6]
- Anas platyrhynchos - pato-real[6]
- Anas fulvigula - pato-da-flórida[6]
- Anas diazi - pato-mexicano[6]
- Anas georgica- marreca-parda[6]
- Anas eatoni - arrábio-meridional[6]
- Anas acuta - arrábio-comum[6]
- Anas crecca - marrequinha-comum[6]
- Anas carolinensis- marrequinha-americana[6]
- Anas flavirostris- marreca-pardinha[6]
- Anas andium - marreca-andina[6]
- Anas gibberifrons - marrequinha-da-sunda[6]
- Anas albogularis -marrequinha-das-andamão[6]
- Anas theodori † - marrequinha-das-mascarenhas † [6]
- Anas gracilis - marrequinha-cinzenta[6]
- Anas castanea -marrequinha-castanha[6]
- Anas bernieri - marrequinha-de-madagáscar[6]
- Anas chlorotis - marrequinha-maori[6]
- Anas aucklandica - marrequinha-das-auckland[6]
- Anas nesiotis -marrequinha-das-campbell[6]